# Архипов, Веденей Иванович
Веденей Ива́нович Архи́пов (6 декабря 1925, Емуртлинский район, Уральская область — 25 января 2016, Тюмень) — советский агроном, организатор сельскохозяйственного производства. Заслуженный агроном РСФСР, Герой Социалистического Труда.

## Биография
Веденей Иванович Архипов родился 6 декабря 1925 года в крестьянской семье в деревне Носулиной Слободчиковского сельсовета Емуртлинского района Тюменского округа Уральской области; ныне деревня не существует, её территория входит в Видоновское сельское поселение Упоровского района Тюменской области. Русский, из семьи староверов.
После окончания Масальской начальной школы учился в Емуртлинской средней, школе, где окончил 8 классов в 1942 году. Работал в  колхозе «Память Пушкина» и на лесозаготовках, затем в МТС машинистом молотилки, отец был призван на фронт.
В 1943 году поступил в 1-е Омское военно-пехотное училище имени М. В. Фрунзе, но во время учебы курсант Архипов получил травму и был комиссован. Возвратившись в деревню, работал учётчиком тракторной бригады, бригадиром полеводческой бригады колхоза, агротехником Манайской группы колхозов. Как старательный и перспективный работник, направлен на учёбу в техникум.
В 1947 году окончил Тюменский сельскохозяйственный техникум, получил квалификацию младшего агронома. Был распределён в Ситниковское районное семенное хозяйство (райсемхоз) при колхозе «Октябрьская Революция» Омутинского района. Перевёлся на работу агрономом в Быковское районное семенное хозяйство при колхозе «День коллективизации» Упоровского района, ближе к дому. С 1948 года работал в должности агронома Упоровского райсельхозотдела, агроном специального семенного хозяйства «Чкаловец» в деервне Плетнёвка Упоровского района.
Желание продолжить учёбу привело В. И. Архипова на очное отделение института.
В 1955 году окончил Омский сельскохозяйственный институт имени С.М. Кирова, получив диплом с отличием. Работал главным агрономом Емуртлинской МТС.
В 1956—1962 годах — главный агроном Упоровской райсельхозинспекции.
В 1962—1965 годах — главный агроном Упоровского совхоза, одного из крупнейших хозяйств Тюменской области.
В 1965—1966 годах — заместитель начальника Заводоуковского районного управления сельского хозяйства.
С января 1966 года по июнь 1986 года работал директором опытно-производственное хозяйство (ОПХ) НИИ сельского хозяйства Северного Зауралья.
В. И. Архипов был избран делегатом XXV съезда КПСС, депутатом Тюменского областного Совета народных депутатов и Заводоуковского районного Совета народных депутатов. Был участником Всесоюзного совещания по научно-техническому прогрессу 1985 года. На протяжении многих лет был членом общественной редакции журнала «Октябрь».
Веденей Иванович Архипов умер 25 января 2016 года в городе Тюмени Тюменской области. Похоронен <где?>.

## Результаты деятельности
На момент прихода В. И. Архипова в ОПХ урожай зерновых составлял около 17 центнеров с гектара. Под руководством Веденея Ивановича в хозяйстве постоянно совершенствовалась структура зернового поля, увеличивались посевы многолетних трав в севообороте, осваивались интенсивные технологии возделывания. Активно проводились мероприятия по накоплению влаги в почве и по борьбе с сорной растительностью. В результате в следующей пятилетке урожай приблизился к 30 центнерам с гектара, а ещё через пять лет поднялся до 40 ц.
Средняя урожайность зерновых культур в хозяйстве В. И. Архипова устойчиво составляла более 40 центнеров зерна, при общей площади посевов более 11 тысяч гектаров. А рекорд урожайности составил 60,3 центнера с гектара; он был достигнут на поле площадью в 280 гектаров (1983).
В. И. Архипов брал  на вооружение кое-что из методики Терентия Семёновича Мальцева, но со многим был не согласен. Своих знаний, разработок, идей Веденей Архипов ни от кого не скрывал. Он выступил с докладом. К этому времени в ОПХ Архипова урожайность зерновых была уже гораздо выше, чем в хозяйстве Мальцева: в ОПХ на круг получали около 45 центнеров с гектара. Опытно-производственное хозяйство стало школой передового опыта.
Наряду с высокой культурой агротехники, хозяйство В. И. Архипова славилось подбором профессиональных кадров. На работу в ОПХ принимали только по конкурсу. Наиболее заслуженные работники были удостоены высоких правительственных наград (в том числе Герои Социалистического Труда Анатолий Захарович Дубенцов и Валентин Алексеевич Кобылкин, полный кавалер ордена Трудовой Славы Виктория Владимировна Солодкая).

## Награды и звания
- Герой Социалистического Труда, 13 марта 1981 года«за выдающиеся успехи, достигнутые в выполнении заданий десятой пятилетки и социалистических обязательств по увеличению производства и продажи государству продуктов земледелия и животноводства»[4]
  - Орден Ленина № 458781
  - Медаль «Серп и Молот» № 19680
- Орден Ленина, 8 апреля 1971 года
- Орден Трудового Красного Знамени, 10 марта 1976 года
- Орден «Знак Почёта», 19 апреля 1967 года
- Медаль «За доблестный труд. В ознаменование 100-летия со дня рождения В. И. Ленина»;
- Медаль «За освоение целинных земель»;
- Почётное звание «Заслуженный агроном РСФСР», 15 марта 1974 года;
- Три золотые и одна серебряная медаль ВДНХ;
- Два Почётных диплома ВДНХ;
- Занесён в книгу Трудовой Славы Тюменской области, 1982 год
- Почётный гражданин г. Заводоуковска и района, 1995 год[5]

## Память
- Улица Веденея Архипова в Южном микрорайоне города Заводоуковска, название присвоено в декабре 2016 года[6].
- Мемориальная доска на здании, где до 1991 года располагалось управление Заводоуковского ОПХ, г. Заводоуковск, ул. Совхозная, 143 — 56°29′46″ с. ш. 66°33′56″ в. д.HGЯO